# Mikhail Kutuzov
 "Kutuzov" omdirigeres hertil. For den sovjetiske film, se Kutuzov (film fra 1943).
Knjaz Mikhail Illarionovitj Golenisjtjev-Kutuzov (russisk: Князь Михаи́л Илларио́нович Голени́щев-Куту́зов, født 16. september (5. september efter den julianske kalender) 1745, død 28. april (16. april efter den julianske kalender) 1813 var en russisk feltmarskal i Det Russiske Kejserrige. Han tjente som militærofficer og diplomat under tre af Romanov-dynastiets monarker: Katarina den Store, Paul 1. og Aleksandr 1. Kutuzov blev skudt i hovedet to gange under krige mod osmannerne (i 1774 og i 1788) og overlevede med alvorlige skader. Som øverstkommanderende besejrede han Napoleon ved brug af udmattelsestaktik under Napoleons invasion af Rusland i 1812.

## Opvækst og tidlig karriere
Mikhail Kutuzov blev født i Sankt Petersborg den 16. september 1745 som søn af genrealløjtnant Illarion Matveevitj Kutuzov og en adelig moder; en familie, der havde kontakter til Romanov-familien. Som 12-årig blev Mikhail Kutuzov optaget som kadet på et elite-militær akademi, hvor han udmærkede sig. På akademiet lærte han bl.a. at tale fransk, tysk og engelsk flydende og lærte endvidere svensk, polsk og tyrkisk. I oktober 1759 blev han korporal.
I 1762 blev Kutuzov, nu som kaptajn, del af det infanteriregiment i Astrakhan, der var under kommando af major Aleksandr Suvorov. Kutuzov log sig inspirere af Suvorovs ledelsesstil, herunder særligt at vise et godt eksempel for de underordnede og at have et nært forhold til sine underordnede. Senere i 1762 blev han udpeget til at bistå militærguvernøren i Reval (Tallinn), hvor han viste evner som politiker og diplomat. I 1768 kæmpede han mod Barkonføderationens opstand mod den russiske indflydelse i Polen-Litauen, hvor han viste sit talent på slagmarken.
I 1770 deltog Kutuzov, nu som major i Pjotr Rumjantsevs hær i Kaukasus under Den russisk-tyrkiske krig (1768-1774), men blev senere under krigen overført til Krim. Under tjenesten i Krim lærte Kutuzov om mulighederne for at benytte kosakkernes lette kavaleri. I 1774 blev han beordret til at storme den svært befæstede by Alushta på Krims sydkyst. Kutuzov førte an i forreste geled, og blev af en kugle, der gik igennem hans hoved. Da daværende tid var et sådant sår oftest dødeligt, men Kutuzov overlevede, dog med permanente skader i ansigtet og kraftige smerter. Har forlod hæren senere på året. Kutuzovs smerter forsvandt ikke, og han tog derfor til Vesteuropa for bedre lægehjælp. Han kom til Berlin i 1774, hvor han brugte megen tid med Preussens konge Frederik den Store med hvem han diskuterede krigstaktik og våben. Kutuzov rejste herefter til Leiden i Nederlandene og senere til London for yderligere behandling. I London lærte Kutuzov om den Amerikanske uafhængighedskrig og om George Washingtons taktik mod briterne, hvilket var med til at bestyrke Kutuzov i opfattelsen af, at det ikke er nødvendigt at vinde slag for at vinde en krig.
Kutuzov vendte tilbage til den russiske hær i 1776 og tjente igen under Suvorov de næste seks år på Krim. Under Suvorov lærte Kutuzov om betydningen af at overlade beslutningen til den enkelte soldats sunde fornuft og at gøre brug af mobilitet på slagmarken. Suvorov så Kutuzovs potentiale og lod ham i 1782 forfremme til brigadegeneral, i 1784 til generalmajor og i 1787 til generalguvernør over Krim. Under Suvorov opnåede han betydelig hæder under Den russisk-tyrkiske krig (1787-1792), hvor han indtog Otjakov, Odessa, Bender og Izmail og under slaget ved Rymnik (1789) og slaget om Mashin (juli 1791). I 1787 blev Kutuzov igen ramt at et projektil i hovedet, næsten det samme sted som sin første skade, og igen var skaden livsfarlig, men Kutuzov kom sig atter, men med yderligere skader omkring sit venstre øje og konstante hovedpiner.
Han blev generalløjtnant i marts 1791 og blev ambassadør i Konstantinopel, leder af de russiske styrker i Finland, kommandant for et kadetkorps i Sankt Petersborg, ambassadør i Berlin og generalguvernør i Sankt Petersborg (1801–1802).
Kutuzov var yndet af den russiske zar Paul 1. (1796–1801), der imidlertid blev myrdet ved et attentat i 1801. Paul 1.'s arvtager, Aleksandr 1. brød sig imidlertid ikke om Kutuzov; dels grundet Kutuzovs udseende præget af sine skader i ansigtet, dels grundet Kutuzovs militære idéer.

## Napoleonskrigene
Kutuzov havde i 1805 under den Tredje koalitionskrig kommandoen over det russiske korps, der havde til opgave at standse Napoleons fremrykning mod Wien, men østrigerne blev hurtigt besejret ved slaget om Ulm i midten af oktober før end de russiske forstærkninger nåede frem. Kutuzov var til stede under slaget ved Austerlitz den 2. december 1805. Om aftenen før slaget forsøgte Kutuzov at overtale de allierede generaler om nødvendigheden af at vente på forstærkninger førend Napoleons hær blev konfronteret. Aleksandr 1. var af den opfattelse, at han ville blive opfattet som en kujon, hvis han udsatte konfrontationen med Napoleon. Kutuzov indså, at han ikke havde indflydelse over Aleksandr 1. og den østrigske øverstkommanderende. Da Kutuzov forespurgte hvortil han planlagde at flytte tropperne, fik han beskeden, at det ikke vedkom ham. Selvom Aleksander 1.'s ordrer gjorde det klart, at russerne skulle forlade det strategisk vigtige Pratzen-plateau, gjorde Kutuzov alt for at udskyde flytningen af tropperne, da han indså, hvilken fordel Napoleon ville få, hvis han kunne angribe fra plateauet. Aleksandr 1. tvang til sidst Kutuzov til at rømme plateauet, hvorefter Napoleon kort efter indtog plateauet, hvorfra hans artilleri kunne bryde de allieredes linjer. Slaget var tabt og 25.000 russere blev dræbt. Kutuzov fik til opgave at organisere hærens tilbagetog til Rusland.
Kutuzov fik herefter kommandoen over den russiske hær under Den russisk-tyrkiske krig (1806-1812). Kutuzov bragte krigen mod osmannerne ud af et dødvande med en række sejre. Da Rusland indså, at der var en risiko for, at Napoleon ville invadere Rusland, blev krigen mod osmannerne hurtigt afsluttet ved Bukarest-traktaten, hvorved Osmannerriget overdrog Bessarabien til Det Russiske Kejserrige.

## Den Patriotiske Krig (1812)
Da Napoleon invaderede Rusland i 1812, rådede invasionshæren over dobbelt så mange mand som den russiske hær, og den russiske krigsminister og øverstkommanderende for hæren, Michael Andreas Barclay de Tolly valgte derfor at trække sig tilbage og benytte den brændte jords taktik. Barclays strategi oprørte mange af de russiske generaler og soldater. Da Aleksandr 1. efter slaget ved Smolensk skulle vælge en ny øverstkommanderende for hæren, havde han kun ét valg: Kutuzov. Kutuzov var populær blandt tropperne, blandt andet fordi han var russer (de fleste generaler i den russiske hær var udlændinge) og havde vist sit mod i kamp. Dertil kom, at han var gudfrygtig og interesserede sig for troppernes velbefindende. Adelen og embedsværket så også positivt på Kutuzov, og han blev indsat som øverstkommanderende for hæren den 17. august 1812. Aleksandr 1. deltog dog ikke i fejringen af Kutuzovs udnævnelse, da han væmmedes ved hans udseende og anså ham for ansvarlig for det russiske nederlag ved Austerlitz.
Indenfor en uge efter sit tiltræden besluttede Kutuzov at kæmpe mod Napoleons invasionshær på dens vej til Moskva. Han trak de russiske tropper længere østpå, hvor han forberedte sig på det kommende slag. De to store hære mødtes ved den lille landsby Borodino ca. 110 km vest for Moskva. På vejen dertil havde Napoleons invasionshær lidt betydelig tab som følge af sult og sygdom, men Napoleon rådede fortsat over ca. 125.000 mand til slaget, nogenlunde den samme styrke som russerne. Slaget ved Borodino var det største slag under Napoleonskrigene og endte med en snæver fransk sejr. Det lykkedes dog ikke Napoleon at knække den russiske hær; tværtimod mistede den franske hær næsten en tredjedel af sine mænd. Kort efter slaget ved Borodino besluttede Kutuzov at trække hæren mod syd og omgruppere og forstyrke de russiske styrker og overlade Moskva til Napoleon. Napoleons hær måtte herefter marchere det sidste stykke til Moskva ad små og dårlige veje uden tilstrækkelige forsyninger til soldaterne.
Kutuzovs tilbagetrækning betød, at Moskva blev tabt. Byen blev dog evakueret af russerne og herefter brændt ned. Napoleon indtog således en tom ødelagt by. Napoleon afventede et fredstilbud fra Aleksandr 1., men et sådant kom aldrig og fem uger efter påbegyndte Napoleon sit tilbagetog. Napoleon søgte en ny sydligere rute tilbage til Vesteuropa for at komme gennem områder, der ikke var ødelagt under invasionshærens march mod Moskva, men Kutuzov stoppede Napoleons hær ved Kaluga og drev resterne af invasionshæren tilbage ad den samme rute, som de var kommet. Under tilbagetoget angreb Kutuzov ved Vjazma, Krasnoj (Smolensk) og ved slaget ved Beresina. Undervejs blev Napoleons hær løbende udsat for nålestikangreb fra kosakker og bønder. Napoleon havde mistet langt størstedelen af sine heste og rådede derfor ikke over væsentligt kavaleri, og havde derfor vanskeligt ved at forsvare sig mod kosakkerne. Kutuzovs udmattelseskrig mod invasionshæren havde vist sig særdeles effektiv. Da invasionshæren den 14. december 1812 forlod Rusland var der blot ca. 110.000 mand tilbage af de mere end 610.000 soldater der havde deltaget i invasionen.
Aleksandr 1. tildelte den 30. august 1812 Kutuzov rang af general-feltmarskal for sin indsats under slaget ved Borodino og senere adelstitlen Knjaz for sin sejr ved Smolensk i november 1812.

## Død og eftermæle
I begyndelsen af 1813 blev Kutuzov syg. Han døde den 28. april 1813 i byen Bunzlau (i dag Bolesławiec) i Schlesien, dengang en del af Preussen, i dag en del af Polen. Der er rejst statuer af Kutuzov i Moskva på Poklonnaja-højen og foran Kazan-katedralen, Sankt Petersborg, hvor han er begravet. Han fik fik fem døtre; hans eneste søn døde af kopper som spæd. Uden en mandlig arving blev hans jordiske gods overtaget af Tolstoj-familien, da hans ældste datter, Praskovia, havde giftet sig med grev Matvei Fjodorovitj Tolstoj.
Kutuzov anses i dag som en af de største russiske hærførere ved siden af Barclay og læremesteren Suvorov.
Aleksandr Pusjkin beskrev feltmarskalen i sin berømte elegi om Kutuzov. Forfatteren Lev Tolstoj beundrede Kutuzov. I Tolstojs roman fra 1869 Krig og fred spiller den ældre og svækkede Kutuzov en vigtig rolle i beskrivelserne om krigen. Han fremstilles som en mild, troende mand i modsætning til Napoleons kolde arrogance, men med en lang klarere forståelse af krigsførelse.
Under 2. verdenskrig indstiftede den sovjetiske regering Kutuzovordenen, der efter Sovjetunionens opløsning blev overtaget af Den Russiske Føderation, hvor det er en af de højeste ordener. kun overgået af Zjukovordenen.
Ti russiske byer bærer navnet "Kutuzovo" til minde om generalen, herunder den tidligere tyske by Schirwindt (i dag Kutuzovo i Krasnoznamenskij District i Kaliningrad Oblast); den første by i Tyskland der blev indtaget af sovjetiske infanterienheder.